# Space Harrier-serien

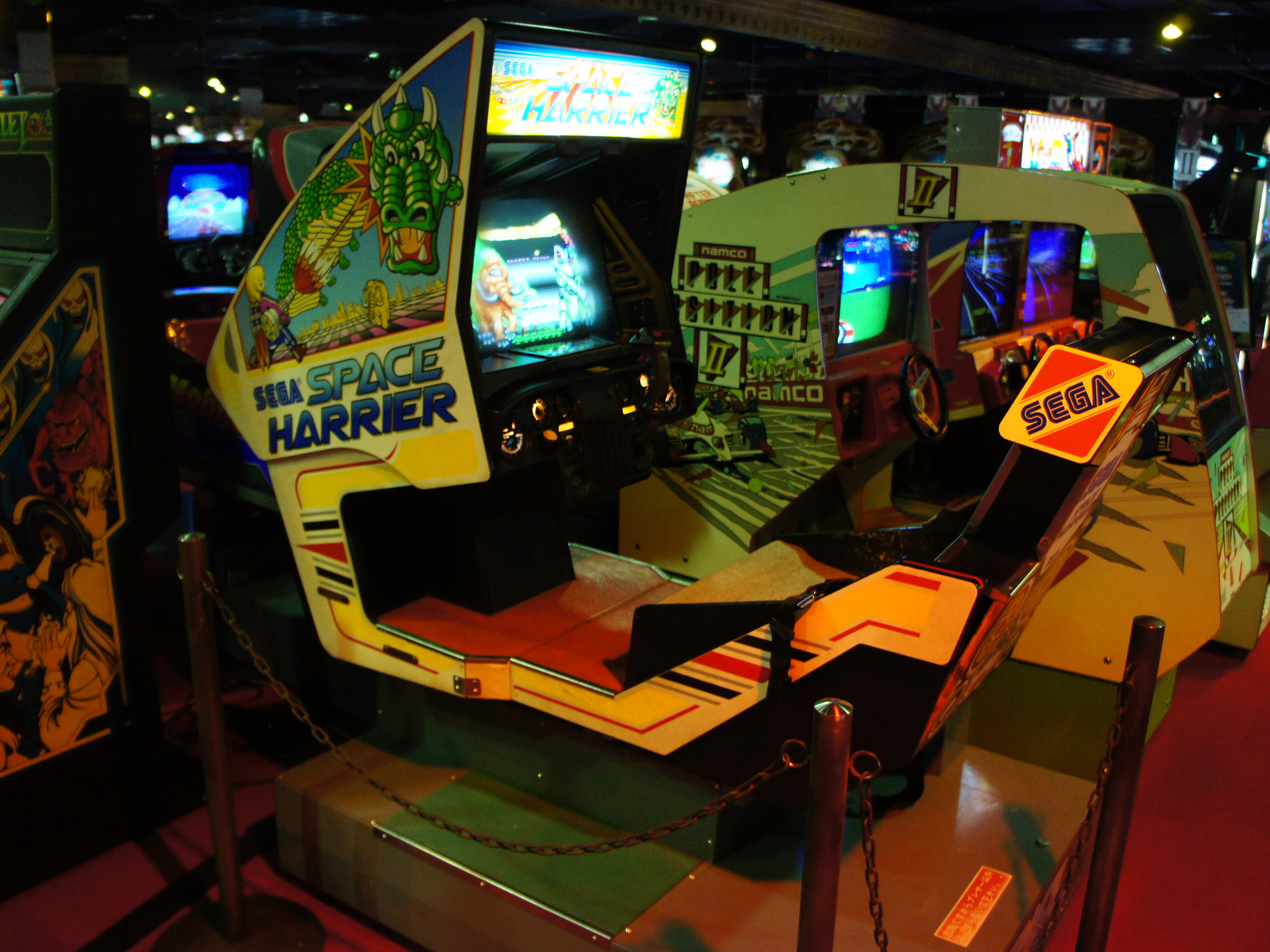
Sega Space Harrier.

Space Harrier är en spelserie utvecklad av det japanska företaget Sega. Spelet finns i flera versioner utgivna till ett stort antal konsoler och datorer. Det första spelet med namnet var ett arkadspel som släpptes 1985. Arkadversionen av Space Harrier använder samma hårdvara som Out Run och After Burner. Uppföljaren kallades Space Harrier II. Detta spel finns bland annat till Sega Mega Drive. Spelet finns även utgivet till Wii och körs då med hjälp av Virtual Console. Övriga spel i serien är Space Harrier 3D, Space Harrier: Sega Ages och Planet Harriers (Sega Ages 2500 Vol. 20: Space Harrier Complete Collection)